# 7 mars en sport
7 février 7 avril
Chronologies thématiques
- Croisades
- Ferroviaires
- Disney

Le 7 mars (66e jour de l'année ou 67e en cas d'année bissextile) en sport.

## Événements

### XIXesiècle
- 1857 :
  - (Baseball) : modification des règles du baseball. Alors qu’il fallait jusque-là atteindre 21 points pour s’imposer, on décide désormais de jouer en neuf manches (innings)[1].
- 1874 :
  - (Football) : à Glasgow (Hamilton Crescent), l'Angleterre s'impose 1-2 face à l'Écosse devant 7000 spectateurs.
- 1882 :
  - (Cricket) : troisième des quatre test matchs de la tournée australienne de l’équipe anglaise. L’Australie bat l’Angleterre par 6 wickets.
- 1898 :
  - (Sport automobile) : course automobile entre Marseille et Nice remportée par Fernand Charron sur une Panhard.

### XXesièclede1901à1950
- 1935 :
  - (Automobile) : à Daytona Beach, Malcolm Campbell établit un nouveau record de vitesse terrestre : 445,32 km/h.

### XXesièclede1951à2000
- 1970 :
  - (Football) : réunion au siège de la Fédération française de football entre les autorités du football français et les représentants d'une cinquantaine de clubs de football féminin en vue de préparer la reconnaissance du football féminin qui sera effective quelques jours plus tard.
  - (Formule 1) : Grand Prix automobile d'Afrique du Sud.
- 1981 :
  - (Rallye automobile) : arrivée du Rallye du Portugal.
- 1999 :
  - (Formule 1) : Grand Prix automobile d'Australie.

### XXIesiècle
- 2004 :
  - (Formule 1) : Grand Prix automobile d'Australie.
- 2014 :
  - (Jeux paralympiques) : à Sotchi, en Russie, Cérémonie d'ouverture des Jeux paralympiques d'hiver de 2014
- 2025 :
  - (Nautisme /Course au large) : fin la 10e édition du Vendée Globe dont ligne d'arrivée ferme officiellement à 8 heures, avant l'arrivée du trente-troisième et dernier concurrent en mer, Denis Van Weynbergh, qui devrait couper la ligne le lendemain matin[2].

## Naissances

### XIXesiècle
- 1865 :
  - Martyn Jordan, joueur de rugby à XV gallois. (3 sélections en équipe nationale). († 14 juillet 1902).
- 1867 :
  - Henri Béconnais, pilote de courses automobile, de courses motocycliste puis cycliste sur route français. († 2 juillet 1904).
- 1868 :
  - James Zealley, footballeur anglais. Champion olympique aux Jeux de Paris 1900. (1 sélection en équipe nationale). († 15 mai 1956).
- 1869 :
  - Bertha Townsend, joueuse de tennis américaine. Victorieuse des US Open 1888 et 1889. († 12 mai 1909).
- 1871 :
  - Malcolm McVean, footballeur écossais. († 6 juin 1907).
- 1877 :
  - Thorvald Ellegaard, cycliste sur piste norvégien. Champion du monde de cyclisme sur piste de la vitesse 1901, 1902, 1903, 1906, 1908 et 1911. († 27 avril 1954).
- 1886 :
  - René Thomas, pilote de courses automobile, de courses motocycliste puis pionnier de l'aviation français. Vainqueur des 500 miles d'Indianapolis 1914. († 23 septembre 1975).

### XXesièclede1901à1950
- 1904 :
  - André Abegglen, footballeur puis entraîneur suisse. (52 sélections en équipe nationale). († 8 novembre 1944).
  - Ivar Ballangrud, patineur de vitesse norvégien. Champion olympique du 5 000m et médaillé de bronze du 1 500m aux Jeux de Saint-Moritz 1928, médaillé d'argent du 10 000m aux Jeux de Lake Placid 1932, champion olympique du 500m, du 5 000m et du 10 000m puis médaillé d'argent du 1 500m aux Jeux de Garmisch-Partenkirchen 1936. Champion du monde toutes épreuves de patinage de vitesse 1926, 1932, 1936 et 1938. Champion d'Europe de patinage de vitesse 1929, 1930, 1933 et 1936. († 1er juin 1969).
- 1906 :
  - Jaroslav Burgr, footballeur tchécoslovaque. Finaliste de la Coupe du monde 1935. (55 sélections en équipe nationale). († 15 septembre 1986).
- 1909 :
  - André Abegglen, footballeur suisse. (52 sélections en équipe de Suisse). († 8 novembre 1944).
- 1910 :
  - Valentin Angelmann, boxeur français. († 19 août 1981).
- 1911 :
  - André Gérard, footballeur puis entraîneur français. († 26 mai 1994).
- 1912 :
  - Wilhelm Schröder, athlète de lancer de disque allemand. Champion d'Europe d'athlétisme du disque 1938. Détenteur du record du monde du lancer du disque du 28 avril 1935 au 20 juin 1941. († 28 septembre 1990).
- 1913 :
  - Harry Andersson, footballeur suédois. (3 sélections en équipe nationale). († 6 juin 1996).
- 1929 :
  - Gérard Crombac, journaliste automobile suisse. († 18 novembre 2005).
  - Robert Lemaître, footballeur français. (2 sélections en équipe de France). († 9 mars 2019).
- 1933 :
  - Jackie Blanchflower, footballeur nord-irlandais. (12 sélections en équipe nationale). († 2 septembre 1998).
  - Dumitru Pârvulescu, lutteur de gréco-romaine roumain. Champion olympique des -52 kg aux Jeux de Rome 1960 et médaillé de bronze des -52 kg aux Jeux de Tokyo 1964. († 9 avril 2007).
- 1936 :
  - Claude Ballot-Léna, pilote de courses automobile d'endurance français. († 5 décembre 1999).
- 1938 :
  - Janet Guthrie, pilote de courses automobile français.
- 1947 :
  - Virginia Duenkel, nageuse américaine. Championne olympique du 400m nage libre aux Jeux de Tokyo 1964.
  - Walter Röhrl, pilote de rallye allemand. Champion du monde des rallyes 1980 et 1982. (14 victoires en Rallye).
- 1950 :
  - Franco Harris, joueur de Foot U.S. américain.

### XXesièclede1951à2000
- 1951 :
  - Nenad Stekić, athlète de saut en longueur yougoslave puis serbe.
- 1952 :
  - Viv Richards, joueur de cricket antiguais. (121 sélections en test cricket).
  - Lynn Swann, joueur de Foot U.S. américain.
- 1957 :
  - Gérard Bernardet, footballeur puis entraîneur français.
- 1959 :
  - Luciano Spalletti, footballeur puis entraîneur italien.
- 1960 :
  - Joe Carter, joueur de baseball américain.
  - Jozef Chovanec, footballeur puis entraîneur tchécoslovaque puis slovaque. Sélectionneur de l'équipe de Tchéquie de 1998 à 2001.
  - Ivan Lendl, joueur de tennis et ensuite entraîneur tchécoslovaque puis américain. Vainqueur des Roland-Garros 1984, 1986 et 1987, des US Open de 1985, 1986 et 1987, des Open d'Australie 1989 et 1990, des Masters 1981, 1982, 1985, 1986 et 1987 puis de la Coupe Davis 1980.
  - Kazuo Ozaki, footballeur japonais.
  - Jim Spivey, athlète de demi-fond américain.
- 1961 :
  - Chris Dickson, skipper néo-zélandais.
  - Čedomir Janevski, footballeur puis entraîneur yougoslave puis macédonien. Sélectionneur de l'équipe de Macédoine de 2012 à 2013.
- 1962 :
  - Amélété Abalo, footballeur puis entraîneur togolais. († 9 janvier 2010).
  - Piero Liatti, pilote de rallye automobile italien.
- 1963 :
  - Patrick Coulombel, navigateur et architecte français.
  - Michael Eagles, hockeyeur sur glace puis entraîneur canadien.
  - Maria Lindström, joueuse de tennis suédoise.
  - Jenna de Rosnay, véliplanchiste française.
- 1964 :
  - Vladimir Smirnov, skieur de fond soviétique puis kazakh. Médaillé d'argent du 30km et du relais 4×10km puis médaillé de bronze du 15 km aux Jeux de Calgary 1988, champion olympique du 50km et d'argent du 10km et du 25km poursuite aux Jeux de Lillehammer 1994 puis médaillé de bronze du 25 km poursuite aux Jeux de Nagano 1998. Champion du monde de ski de fond du 30km 1989, champion du monde de ski de fond du 25 km poursuite 1993 puis champion du monde de ski de fond du 10km, du 30km et du 25 km poursuite 1995.
- 1965 :
  - Jesper Parnevik, golfeur suédois. Vainqueur des Ryder Cup 1997 et 2002.
- 1966 :
  - Terry Carkner, hockeyeur sur glace canadien.
  - Patrice Gergès, athlète handisport et dirigeant sportif français. Champion paralympique du 400 mètres en catégorie TS4, médaillé d'argent du 800 mètres en catégorie TS4 et de bronze du saut en longueur en catégorie J4 aux Jeux de Barcelone 1992 puis médaillé de bronze du 400 mètres catégorie T42-46 aux Jeux d'Atlanta 1996. DTN de la FFA de 2017 à 2020.
  - Ludwig Kögl, footballeur allemand.
- 1968 :
  - Denis Boucher, joueur de baseball canadien.
  - Jeff Kent, joueur de baseball américain.
- 1969 :
  - Hideki Noda, pilote de courses automobile japonais.
- 1970 :
  - Litterial Green, joueur et entraîneur de basket-ball américain.
- 1973 :
  - Laurent Gané, pistard français. Champion olympique de la vitesse par équipes aux Jeux olympiques d'été de 2000 puis médaillé de bronze de la vitesse par équipes aux Jeux d'Athènes 2004. Champion du monde de cyclisme sur piste de la vitesse individuelle et par équipes 1999, champion du monde de cyclisme sur piste de la vitesse par équipes 2000, 2001 et 2004 puis champion du monde de cyclisme sur piste de vitesse individuelle et du keirin 2003.
  - Ray Parlour, footballeur anglais. Vainqueur de la Coupe d'Europe des vainqueurs de coupe 1995.
- 1975 :
  - Lioubomira Batcheva, joueuse de tennis bulgare.
  - Maurizio Carnino, patineur de vitesse sur piste courte italien. Champion olympique du relais 5 000m aux Jeux de Lillehammer 1994 puis médaillé d'argent du relais 5 000m aux Jeux de Salt Lake City 2002.
- 1977 :
  - Jérôme Fernandez, handballeur puis entraîneur français. Champion olympique aux Jeux de Pékin 2008 et aux Jeux de Londres 2012. Champion du monde de handball masculin 2001, 2009, 2011 et 2015, Médaillé de bronze au Mondial de handball 2003 et à celui de 2005. Championnat d'Europe de handball 2006, 2010 et 2014 puis médaillé de bronze au CE de handball 2008. Vainqueur de la Coupe EHF de handball 2003 puis des Ligue des champions 2005 et 2009.
  - Ronan O'Gara, joueur de rugby à XV puis entraîneur irlandais. Vainqueur du Grand Chelem 2009, des Coupe d'Europe de rugby à XV 2006 et 2008.
- 1980 :
  - Jonatan Johansson, snowboardeur suédois. († 12 mars 2006).
  - Fabien Raddas, footballeur français.
- 1982 :
  - Marc Planus, footballeur français.
- 1983 :
  - Maximiliano Richeze, cycliste sur route et sur piste argentin.
- 1984 :
  - Cédric Collet, footballeur français.
  - Mathieu Flamini, footballeur français.
- 1985 :
  - Alessandro Bisolti, cycliste sur route italien.
  - Maciej Bodnar, cycliste sur route et sur piste polonais.
  - Mohamed Fofana, footballeur franco-malien.
- 1986 :
  - Pavel Kochetkov, cycliste sur route russe.
  - Tywain McKee, basketteur américain.
- 1987 :
  - Hatem Ben Arfa, footballeur franco-tunisien.
  - Denis Galimzyanov, cycliste sur route russe.
  - Miloš Krstić, footballeur serbe.
  - Gigi Marvin, hockeyeuse sur glace américaine. Médaillée d'argent aux Jeux de Vancouver 2010 et aux Jeux de Sotchi 2014 puis championne olympique aux Jeux de Pyeongchang 2018. Championne du monde de hockey sur glace féminin 2008, 2009, 2011, 2013 et 2017.
- 1988 :
  - Sebastian Faisst, handballeur allemand. († 3 mars 2009).
- 1989 :
  - Markus Steuerwald, volleyeur allemand. Vainqueur de la Ligue des champions 2007 et de la Coupe de la CEV 2014.
- 1990 :
  - Anthony Le Roux, rink hockeyeur français.
  - Bryson Pope, basketteur français.
  - Jeff Withey, basketteur américain.
- 1991 :
  - Xavier Chavalerin, footballeur français.
  - Ian Clark, basketteur américain.
  - Ekaterina Ilina, handballeuse russe. Championne olympique aux Jeux de Rio 2016. Victorieuse des Coupes de l'EHF féminine 2014 et 2017.
  - Anthony Mfa Mezui, footballeur franco-gabonais.
  - Romain Planque, rink hockeyeur français.
- 1992 :
  - Zacharie Boucher, footballeur français.
  - Jennifer Galais, athlète de sprint française.
- 1993 :
  - Denisa Allertová, joueuse de tennis tchèque.
  - André Biyogo Poko, footballeur gabonais.
  - Mary Earps, footballeuse anglaise. Championne d'Europe féminin de football 2022. (42 sélections en équipe nationale).
  - Jackson Irvine, footballeur australo-anglais. (65 sélections avec l'équipe d'Australie).
- 1994 :
  - Elliot Dee, joueur de rugby à XV gallois. Vainqueur du Tournoi des Six Nations 2019. (27 sélections en équipe nationale).
  - Ryō Hirakawa, pilote de courses automobile d'endurance japonais.
  - Jake Layman, basketteur américain.
  - Jordan Pickford, footballeur anglais.
- 1995 :
  - Maira Cipriano, joueuse de volley-ball brésilienne.
- 1996 :
  - Marc García, basketteur espagnol.
- 1997 :
  - Deneisha Blackwood, footballeuse jamaïcaine. (32 sélections en équipe nationale).
- 1998 :
  - Jizz Hornkamp, footballeur néerlandais.
- 2000 :
  - Othman Boussaid, footballeur belgo-marocain.
  - José Alonso Lara, footballeur espagnol.
  - Marcos Moneta, joueur de rugby à VII et à XV argentin. Médaillé de bronze lors du tournoi de rugby à VII des Jeux olympiques d'été de 2020.
  - Daniels Ontužāns, footballeur letton. (7 sélections en équipe nationale).
  - Rasmus Sandin, joueur de hockey sur glace suédois.
  - Ihor Snournitsyne, footballeur ukrainien.
  - Hiroto Yamada, footballeur japonais.

### XXIesiècle
- 2001 :
  - Nicolò Armini, footballeur italien.
  - Lee Buchanan, footballeur anglais.
  - Ismael Casas, footballeur espagnol.
  - Frederik Jäkel, footballeur allemand.
  - Jakob Pelletier, joueur de hockey sur glace canadien.
  - Nickisha Pryce, athlète jamaïcaine. Vice-championne du monde du relais 4 x 400 mètres en 2023.
  - Tomás Tavares, footballeur portugais.
- 2002 :
  - Víctor Guzmán, footballeur mexicain. Vainqueur de la Gold Cup 2023. (3 sélections en équipe nationale).
  - Meg Harris, nageuse australienne. Championne olympique du relais 4 × 100 mètres nage libre aux Jeux de 2020. Championne du monde du relais 4 × 100 mètres nage libre, du relais 4 × 100 mètres nage libre mixte, vice-championne du monde relais 4 × 100 quatre nages mixte et médaillée de bronze du 50 mètres nage libre en 2022. Championne du monde du relais 4 × 100 mètres nage libre et du relais 4 × 100 mètres nage libre mixte et vice-championne du monde du relais 4 × 100 quatre nages en 2023.
  - Guus Jansen, joueur de hockey sur gazon néerlandais.
  - Waniss Taïbi, footballeur français.
  - Amadou Traoré, footballeur franco-guinéen.
- 2003 :
  - Topi Keskinen, footballeur finlandais.
- 2005 :
  - Penny Healey, archère britannique. Médaillée d'or aux Jeux européens de 2023 en individuel et lors de l'épreuve par équipes.
- 2006 :
  - Stephano Carrillo, footballeur mexicain.
  - Jorrel Hato, footballeur néerlandais. (1 sélection en équipe nationale).
  - Seyed Ali Mousavi Noor, karatéka iranien.

## Décès

### XXesièclede1901à1950
- 1902 :
  - Pud Galvin, 45 ans, joueur de baseball américain. (° 25 décembre 1856).
- 1922 :
  - William Laurentz, 27 ans, joueur de tennis français. (° 26 février 1895).
- 1943 :
  - Akilles Järvinen, 37 ans, athlète finlandais. Vice-champion olympique du décathlon lors des Jeux d'été de 1928 puis de 1932. Vice-champion d'Europe du 400 mètres haies en 1934. (° 19 septembre 1905).
- 1944 :
  - Gilbert Brutus, 56 ans, joueur de rugby à XV puis entraîneur, dirigeant et arbitre français. (° 2 août 1887).

### XXesièclede1951à2000
- 1963 :
  - André Maschinot, 59 ans, footballeur français. (5 sélections en équipe nationale). (° 28 juin 1903).
- 1966 :
  - George Camsell, 63 ans, footballeur anglais. (9 sélections en équipe nationale). (° 27 novembre 1902).
- 1968 :
  - Martin Burke, 63 ans, joueur de hockey sur glace canadien. Vainqueur de la Coupe Stanley en 1930 puis en 1931 avec les Canadiens de Montréal. (° 28 janvier 1905).
- 1971 :
  - Émile Hamilius, 73 ans, footballeur puis homme politique luxembourgeois. (1 sélection en équipe nationale). (° 16 mai 1897).
- 1974 :
  - André Tassin, 71 ans, footballeur français. (5 sélections en équipe de France). (° 24 décembre 1902).
- 1976 :
  - Esko Järvinen, 68 ans, sauteur à ski et coureur de combiné nordique finlandais. Médaillé de bronze du combiné nordique lors des Championnats du monde de 1929. (° 15 décembre 1907).
- 1977 :
  - Eugène Criqui, 83 ans, boxeur français. Champion du monde poids plumes de boxe du 2 juin au 26 juillet 1923. (° 15 août 1893).
- 1984 :
  - Robert Bloch, 95 ans, pilote automobile français. (° 26 avril 1888).
  - Karl Neckermann, 72 ans, athlète allemand. Champion d'Europe du relais 4 × 100 mètres en 1938. (° 14 mars 1911).
- 1988 :
  - Olof Stahre, 78 ans, cavalier suédois. Vice-champion olympique du concours complet par équipes aux Jeux de 1948 puis champion olympique de la même discipline aux Jeux d'été de 1952. (° 19 avril 1909).
- 1991 :
  - Cool Papa Bell, 87 ans, joueur de baseball américain. (° 17 mai 1903).

### XXIesiècle
- 2004 :
  - Jack Holden, 96 ans, athlète britannique. Champion d'Europe du marathon en 1950. (° 13 mars 1907).
- 2008 :
  - Leonardo Costagliola, 86 ans, footballeur puis entraîneur italien. (3 sélections en équipe nationale). (° 27 octobre 1921).
- 2012 :
  - Marcel Mouchel, 85 ans, footballeur puis entraîneur français. (° 13 février 1927).
  - Włodzimierz Smolarek, 54 ans, footballeur polonais. (60 sélections en équipe nationale. (° 16 juillet 1957).
- 2017 :
  - Noureddine Hammel, 66 ans, footballeur algérien. (1 sélection en équipe nationale). (° 5 mai 1950).
- 2020 :
  - Jair Marinho, 83 ans, footballeur brésilien. Vainqueur de la Coupe du monde 1962. (4 sélections en équipe nationale). (° 17 juillet 1936).
  - Matthew Watkins, 41 ans, joueur de rugby à XV gallois. (18 sélections en équipe nationale). (° 2 septembre 1978).
- 2022 :
  - Paul Anderson, 87 ans, skipper britannique. Médaillé de bronze de la catégorie du 5,5 mètres JI aux Jeux olympiques d'été de 1968. (° 26 février 1935).
  - Berkrerk Chartvanchai, 77 ans, boxeur thaïlandais. Champion du monde WBA des poids mouches entre avril et octobre 1970. (° 25 octobre 1944).
- 2023 :
  - Salvador Farfán, 90 ans, footballeur mexicain. (2 sélections en équipe nationale). (° 22 juin 1932).
  - Patricia McCormick, 92 ans, plongeuse américaine. Championne olympique du tremplin à 3 mètres et de haut-vol à 10 mètres aux Jeux de 1952 ainsi qu'à ceux de 1956. (° 12 mai 1930)
- 2024 :
  - Jean-Paul Colonval, 84 ans, footballeur belge, ancien attaquant belge et consultant en télévision.